# Adriana de Verneuil
Adriana Adelaida Chalumeau de Verneuil Conches (pronunciación en francés: /adʁjan(ə) adela.id(ə) ʃalymo də vɛʁnœj kɔ̃ʃ(ə)/; París, 25 de octubre de 1864 - Lima, 22 de septiembre de 1948) fue una memorista franco-peruana y esposa de Manuel González Prada.

## Biografía
Nacida en París, sus padres fueron Josefina Conches y Julio Alfredo Chalumeau de Verneuil. Tenía tres hermanos. En 1875 su familia se trasladó al Perú y fue internada en el Colegio Sagrados Corazones Belén. 
En 1877 conoció al escritor Manuel González Prada, veintidós años mayor que ella con quien solo pudo casarse hasta 1887 cuando la madre de este, quien se oponía a la relación, falleció. Al año siguiente nació su primera hija, Cristina, y en 1889, Manuel, ambos fallecieron al primer año.
En 1891 se instaló con su esposo en Francia, luego en Suiza, Bélgica y España, y regresó al Perú en 1898. En París nació su hijo Alfredo (1898), quien se convirtió en diplomático y escritor. En 1918 su esposo falleció por un síncope cardíaco y veinticinco años después, en 1943, su hijo se suicidó en Nueva York. 
En 1947 publicó el autobiográfico Mi Manuel, sobre sus primeros años en Francia y Estados Unidos y su relación con González Prada.